# Sansevieria humiflora
Espèce
Classification APG III (2009)
Sansevieria humiflora, également appelée Dracaena humiflora, est une espèce de plantes de la famille des Liliaceae et du genre Sansevieria.

## Description
Plante succulente, Sansevieria humiflora est une espèce de sansevières à feuilles moyennes de couleur verte, lisses et présentant une forme lancéolée.
Elle a été identifiée comme espèce à part entière en 2004 par le botaniste zimbabwéen David J. Richards.

## Distribution et habitat
L'espèce est présente en Afrique australe au Zimbabwe et au Mozambique.

## Synonymes et cultivars
L'espèce porte le nom synonyme :
- Dracaena humiflora